# Calafat
Calafat é uma cidade da Roménia com 21.227 habitantes, localizada no judeţ (distrito) de Dolj.